# Ла-Рок-д’Антерон
Ла-Рок-д’Антерон (фр. La Roque-d'Anthéron) — коммуна на юго-востоке Франции в регионе Прованс — Альпы — Лазурный Берег, департамент Буш-дю-Рон, округ Экс-ан-Прованс, кантон Пелиссан.
Площадь коммуны — 25,49 км², население — 4945 человек (2006) с выраженной тенденцией к росту: 5390 человек (2012), плотность населения — 211,5 чел/км².

## Население
Население коммуны в 2011 году составляло 5357 человек, а в 2012 году — 5390 человек.
| 1962 | 1968 | 1975 | 1982 | 1990 | 1999 | 2004 | 2006 | 2009 | 2011 | 2012 |
| ---- | ---- | ---- | ---- | ---- | ---- | ---- | ---- | ---- | ---- | ---- |
| 1415 | 2282 | 2876 | 3692 | 3923 | 4446 | 4722 | 4945 | 5143 | 5357 | 5390 |

Динамика населения:

## Экономика
В 2010 году из 3230 человек трудоспособного возраста (от 15 до 64 лет) 2276 были экономически активными, 954 — неактивными (показатель активности 70,5 %, в 1999 году — 68,4 %). Из 2276 активных трудоспособных жителей работали 2007 человек (1046 мужчин и 961 женщина), 269 числились безработными (132 мужчины и 137 женщин). Среди 954 трудоспособных неактивных граждан 296 были учениками либо студентами, 283 — пенсионерами, а ещё 375 — были неактивны в силу других причин.
На протяжении 2010 года в коммуне числилось 1901 облагаемое налогом домохозяйство, в котором проживало 4894,0 человека. При этом медиана доходов составила 17 тысяч 613 евро на одного налогоплательщика.